# Pristimantis myersi
Espèce
Synonymes
- Trachyphrynus myersi Goin & Cochran, 1963
- Eleutherodactylus myersi (Goin & Cochran, 1963)

Statut de conservation UICN

 LC  : Préoccupation mineure
Pristimantis myersi est une espèce d'amphibiens de la famille des Craugastoridae.

## Répartition
Cette espèce se rencontre :
- dans le nord de l'Équateur dans les provinces d'Imbabura et de Sucumbíos ;
- dans la cordillère Centrale en Colombie[1] entre 2 900 et 3 275 m d'altitude dans les départements de Cauca et de Nariño.

## Description
Les mâles mesurent de 13,7 à 17,5 mm et les femelles de 17,5 à 23,2 mm.

## Étymologie
Cette espèce est nommée en l'honneur de George Sprague Myers.

## Publication originale
- Goin & Cochran, 1963 : Two new genera of leptodactylid frogs from Colombia. Proceedings of the California Academy of Sciences, sér. 4, vol. 31, p. 499-505 (texte intégral).